# یواس‌اس جان ویلیس (دی‌ای-۱۰۲۷)
یواس‌اس جان ویلیس (دی‌ای-۱۰۲۷) (به انگلیسی: USS John Willis (DE-1027)) یک کشتی بود که طول آن ۳۱۴ فوت ۶ اینچ (۹۵٫۸۶ متر) بود. این کشتی  در سال ۱۹۵۶ ساخته شد.